# Pico de la Esperanza
El pico de la Esperanza es una montaña volcánica localizada en el freguesia del Norte Grande, municipio de Velas, isla de San Jorge, Archipiélago de las Azores. Esta montaña debe su origen a un volcán localizado en la cordillera central de la isla de San Jorge y es la mayor montaña de esta isla elevándose hasta 1053 metros de altitud.
Esta elevación permite avistar en días de cielo sin niebla un paisaje que se extiende por centenares de kilómetros a su alrededor. Desde la cima del cono volcánico observan muchas de las fajanas de la isla así como la isla de Fayal, la isla del Pico en las vertientes situadas al Sur y la Isla Tercera y la isla Graciosa en la vertiente situada al Norte.
En su proximidad y al largo de la cordillera central donde se inserta se encuentran las otras montañas cuya altitud es más menor destacándose entre ellas el Pico del Montoso, montaña esta que ciera las formaciones geológicas conocidas como Cuevas del Algar del Montoso.
Debido a las características del clima de altura y bastante lluvioso se encuentra profundamente envuelta en grandes macizos de hortensias, que en esta isla son utilizadas para separar las propiedades.
Las demás montañas que forman la cordillera central de la isla de San Jorge, además de la aquí referida y del Pico del Montoso, son el Pico del Areeiro, el Pico Pinheiro, el Pico Alto, cerca de la localidad del Toledo, el poblado habitado más alto de las Azores, que se localiza a 600 metros, el Pico de la Pedreira, el Pico de las Brenhas y el Morro Pelado que llega a los 1019 metros de altitud.
Al largo de esta cordillera se encuentra gran abundancia de vegetación endémica típica de la Macaronesia, poseedora de un gran valor botánico y científico al punto de haber justificado la creación en esta cordillera de un área protegida integrada en la Red de Áreas Protegidas de las Azores a través del parque natural de São Jorge.

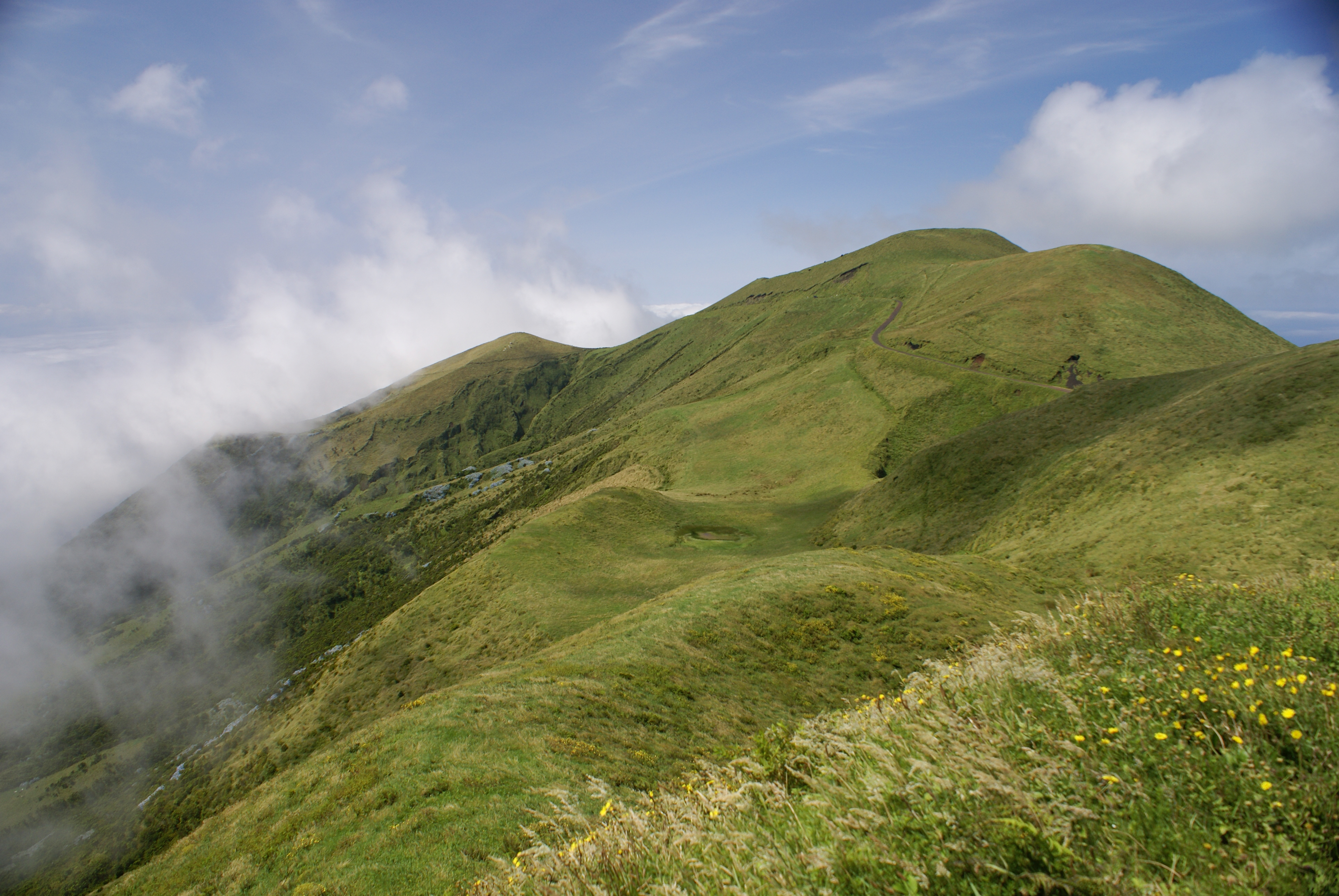
Cordillera de las montañas centrales de la isla de San Jorge.

En esta cordillera se encuentran muchos de los  volcanes que le dieron origen actualmente dormidos. En sus cráteres existen extrañas lagunas pobladas por la flora y fauna típica de estos parajes atlánticos macaronésicos.
Toda esta área geográfica corresponde a una formación reciente de la isla en términos geológicos, y son el producto de tres grandes erupciones volcánicas espaciadas entre sí por miles de años que dieron origen a estas nuevas tierras en las que aún es posible ver "conexiones" tanto en las fracturas que cortan el paisaje en el Oriente y en el Occidente como por los materiales expelidos.

## Accidente aéreo
El Vuelo 530M de SATA Air Açores de la compañía aérea SATA Air Açores, en el recorrido entre Punta Delgada y Flores, con escala en Horta, el 11 de diciembre de 1999, a las 9h 20 min, colisionó con el pico de la Esperanza, falleciendo todos los pasajeros y la tripulación, en un total de 35 personas. La aeronave era un BAe ATP de British Aerospace, el ATP "Graciosa".